# Ignac Kristijanović
Ignac (Ignjat) Kristijanović, hrvaški (kajkavski) pisatelj, prevajalec in škof. * 31. julij 1796, Zagreb, † 16. maj 1884, Zagreb.

## Življenje
Njegov oče je bil Ivan Juraj Kristijan, pek na Krvavem mostu v Zagrebu, Kristijanovićeva mati Margareta Posilović pa je bila polsestra dramatika Tomaša Mikloušića, ki je kasneje močno vplival na Kristijanovićevo delo.
V letih 1831 do 1834 je bil duhovnik zagrebškega seminarja, nato kapelski župnik v bjelovarski županiji. Od 1852 je bil kanonik, od 1853 do 1855 šolski nadzornik. Leta 1851 je postal zagrebški kanonik,1858 čazmanski arhidiakon in 1863 kanonik-lektor Kaptola v Zagrebu; 1870 je postal še naslovni (omiški) škof.

## Kristijanovićeva dela
Leta 1834 je ustanovil kajkavski koledar Danicza zagrebechka (kasneje Danica zagrebečka). S tem koledarjem je hotel obnoviti kajkavsko književnost. Prevedel je Ezopove basni in napisal kajkavsko slovnico v nemščini. Škof Maksimilijan Vrhovac je hotel z Mikloušićem prevesti Sveto pismo v kajkavščino, vendar je po škofovi smrti ta načrt propadel. Poskušal pa ga je nadaljevati Kristijanović in izdati kajkavsko Biblijo. Bil je v stikih z Jernejem Kopitarjem, ki ga je spodbujal pri pisanju. Kristijanović se je uprl ilirizmu in zavrnil novo srbohrvaščino. Kristijanović si je pridadeval kajkavščino obdržati kot knjižni jezik in utemeljeval njeno ustreznost, da prevzame vlogo standardiziranega "horvatskega" jezika.
Kajkavski jezik in književnost že v 1850-ih letih začela izumirati, srbohrvaščina oziroma štokavščina je izpodrinila kajkavščino, zato je Kristijanović prenehal pisati.

## Dela
- Nachin vu vszeh sivlenya dogodyajih vszigdar zadovolynomu biti (1826 prevod iz francoščine)
- Blagorechja za vsze czeloga léta nedélye (1830)
- Pomochnik betegujuchéh y vumirajuchéh (1832)
- Grammatik der Kroatischen Mundart (1837)
- Anhang zur gramatik der kroatischen Mundart (1840)
- Historia iliti pripovezt Svetoga Pisma Staroga i Novoga Zakona (1842)
- Kratka pripovedanja za potrebovanje Ladanjskeh Škol (1842)
- Chtéjenya y evangeliumi na vsze nedelye y szvètke (1842)
- Ezopusheve baszne (1843)
- Kratki žitek vseh sveteh apoštolov na duhovnu zabav (1847)
- Zlati oltar za kerščenike katolike (1848)
- Svèti Filip, apoštol. Ispis njegvoga živlenja (Danica zagrebečka, 1850)
- Svèti Šimun, apoštol (Danica zagrebečka, 1850)
- Svèti Judaš Thaddeuš, apoštol (Danica zagrebečka, 1850)
- Žitek svèteh mučenikov (1859)
- Muka Gospona našega Jezuša Kristuša (1873, primerek ni v razvidu)

### Prevodi
- Réchi mudrozti Shalamona kràlya (Danicza zagrebechka, 1839)
- Réchi mudrozti Jesusha szina Szirakovoga (Danicza zagrebechka, 1839)
- Réchi mùdrozti Shalamona kràlya (Danicza zagrebechka, 1840)
- Réchi mùdrozti Jesusha szina Szirakovoga (Danicza zagrebechka, 1840)
- Knyiga Tobiasha iz Szvetoga Piszma Ztaroga Zakona na horvatzki jezik preneshena (Danicza zagrebechka, 1845)
- Knyiga Judithe iz Szvetoga Piszma Ztaroga Zakona na horvatzki jezik preneshena (Danicza zagrebechka, 1846)
- Tri lizti szvètoga Jànusha apoztola iz Szvetoga Piszma Novoga Zakona na horvatzki jezik prenesheni (Danicza zagrebechka, 1847)
- Knjiga Ruthe i Jonaša proroka iz Svetoga Pisma Staroga Zakona na horvatski jezik prenešena (Danica zagrebečka, 1848)
- Knjiga mudrosti iz Svetoga Pisma Staroga Zakona na horvatski jezik prenešena (Stolêtni horvatski kolendar, 1849)
- Svèti Peter, apoštolski poglavar, i njegovi dva listi (Danica zagrebečka, 1849)
- Eliaš prorok, harvatske kraljevine zavetnik (Danica zagrebečka, 1849)
- Svèti Jakop apoštol, imenovam Menjši, i njegov občinski list (Danica zagrebečka, 1850)
- Svètoga Judaša Thaddeuš občinski list (Danica zagrebečka, 1850)

### Rokopisni prevodi
- Knyiga Sholtarov
- Knyiga Prirechjah
- Knyiga Mudrozti
- Knyiga Redovnikaha
- Szvèti Jesusha Kristusha Evangelium
- Prevod Apostolskih del (prve strani manjkajo)
- Lízt Szvètoga Pavla Apostola na Rimljane
- Lizt Szvètoga Pavla Apostola na Korintiancze Prvi
- Lizt Szvètoga Pavla Apostola na Korintiancze Drugi (zadnje strani manjkajo)
- Knyiga Jobova (ta rokopis je prevzel od Ivana N. Labaša)